# Áreas protegidas de Tayikistán

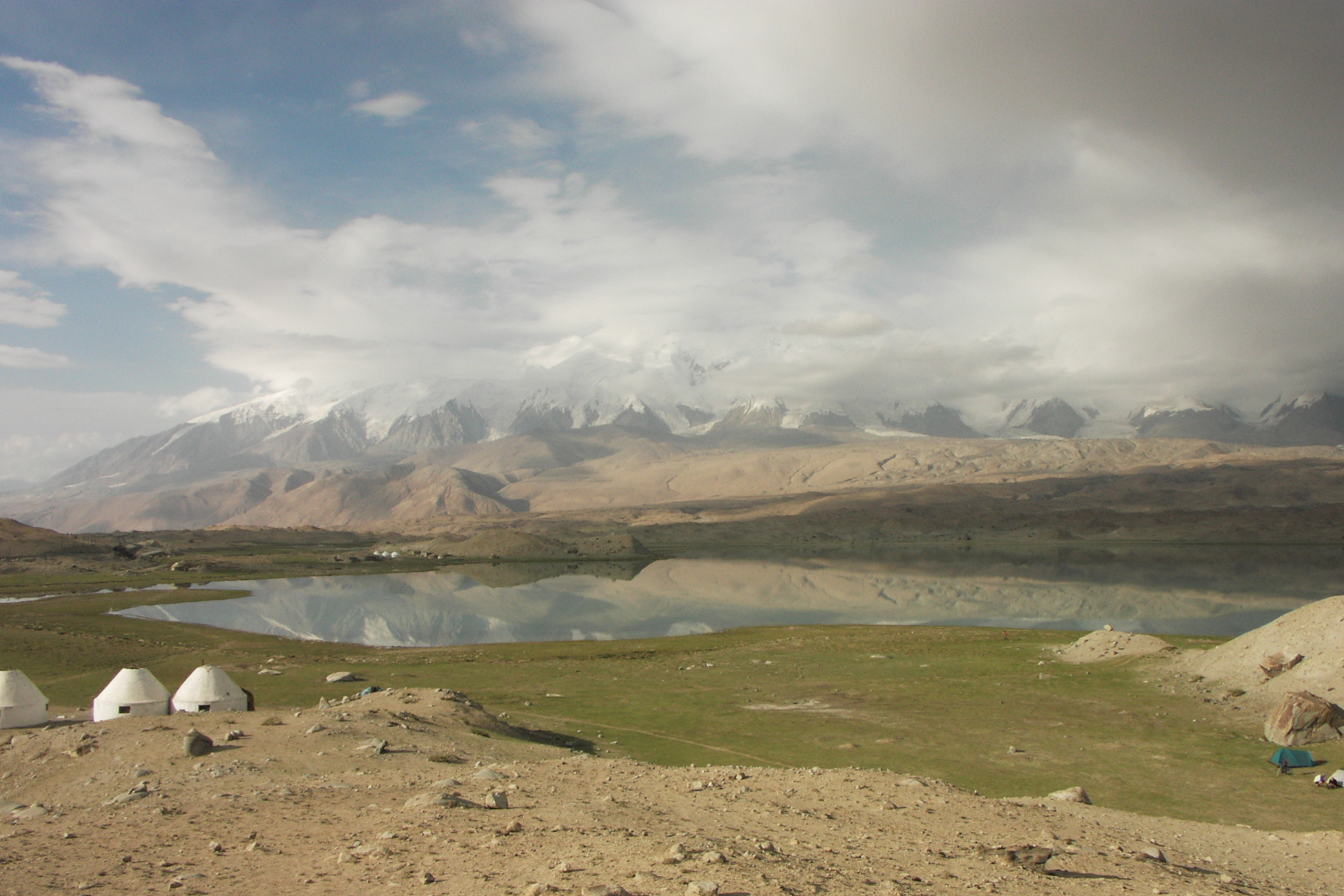
Vista del lago Karakul

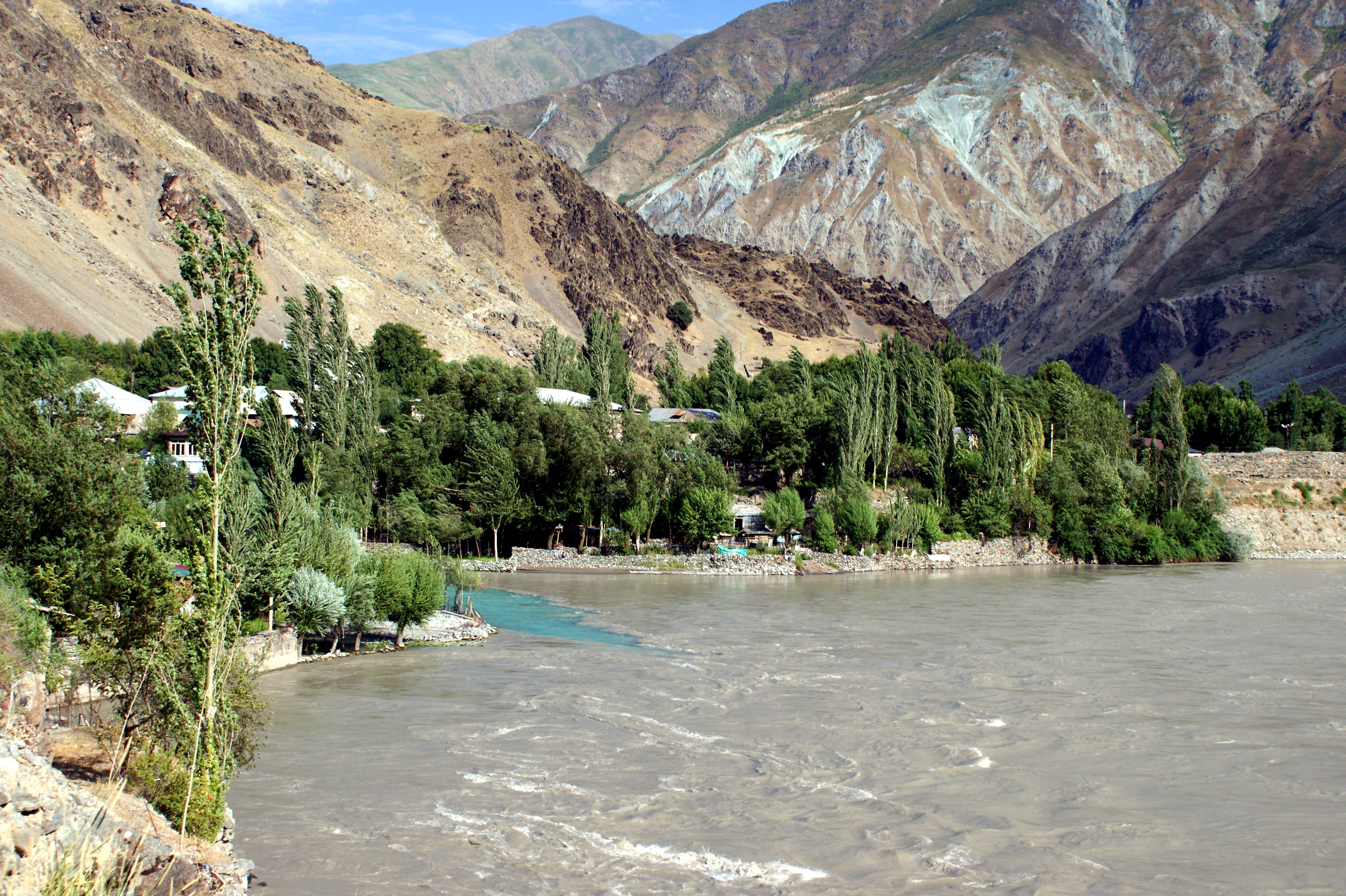
Río Panj, tributario del Amu Daria, que en su zona inferior forma un importante humedal.

En Tayikistán hay 26 áreas protegidas que cubren 31.690 km², el 22,3 por ciento de los 142.244 km² del país. De estas, 2 son parques nacionales, 1 es un parque natural y 17 son reservas. Un sitio es patrimonio de la Humanidad (Parque nacional Pamir) y 5 son sitos Ramsar.

## Parques nacionales
- Parque nacional Pamir, también Tajik o Montañas de los Pamires, 25.000 km² al este del país, en el llamado Nudo del Pamir, donde se hallan las montañas más altas, con más de 7.000 m y 1.085 glaciares inventariados, entre ellos el más grande fuera de las regiones polares, con 170 ríos y más de 400 lagos. Entre los animales, el argalí o carnero de Marco Polo, el leopado de las nieves y el íbice siberiano. El lugar, sometido a frecuentes terremotos violentos, está deshabitado.[2]

- Parque nacional natural e histórico de Shirkent, 319 km² en el extremo occidental del país, en la Región bajo subordinación republicana, cerca de Uzbekistán. Entre 800 y 4500 m, al sur de los montes Hissar, al oeste del Pamir, en la cuenca del río Shirkent, afluente del Surjan Daria, afluente a su vez del Amu Daria. Entre bosque húmedo y praderas alpinas, se encuentran el leopardo de las nieves, el oso pardo, el lobo y el zorro.[3]

## Reservas naturales
- Reserva natural Tigrovaya Balka, 460 km², donde se unen el río Vajsh y el río Panj para formar el Amu Daria. Desde 500 a 1200 m. Fue uno de los baluartes del extinguido tigre del Caspio. Hay hienas, chacales, jabalíes, puercoespines, lobos, nutrias y gacelas, pero es importante sobre todo porque en su parte meridional forma un gran humedal de importancia internacional para las aves, pato colorado, cormorán pigmeo, halcón sacre, focha común, grulla común, paloma del Turquestán, etc.

- Reserva natural de Zorkul, 1.610 km², en la provincia de Alto Badajshán, al este de Tayikistán, en la frontera con Afganistán, distrito de Wakhan. Ocupa un amplio valle del Pamir, entre 4.000 y 5.460 m de altitud. Laderas con vegetación alpina esteparia y las 3.900 ha del lago Zorkul, a 4.125 m de altitud, con una profundidad máxima de 6 m. El lago está cubierto de vegetación, con islas donde anidan el ánsar indio y otras aves acuáticas. También hay perdigallo tibetano, perdigallo himalayo, tarro canelo, halcón sacre y buitre del Himalaya, entre otras especies. Entre los mamíferos, marmota de cola larga.[4]

- Reserva natural estatal de Ramit, 161 km² de pastos y bosques al oeste de Tayikistán, al nordeste de Dusambé. Destaca la presencia del leopardo de las nieves.[5] Se encuentra también la cabra denominada marjor.[6]

## Sitios Ramsarde importancia para las aves
Tayikistán se une a la Convención Ramsar sobre los humedales en 2001. Por su parte, BirdLife International ha catalogado 18 zonas del país como IBAS (Important Bird and Biodiversity Areas), que cubren un total de 11.831 km², con 326 especies de aves, de las que 274 son migratorias, 231 son terrestres, 14 son aves marinas y 95 son aves acuáticas. En total, hay 15 especies amenazadas.
- Lago de Karakul (36.400 hectáreas, ca. 39°05′N 073°29′E) en la zona oriental del país.

- Embalse de Kairakkum (52.000 hectáreas, ca. 40°20′N 070°10′E), en el extremo nororiental del país.

- Curso inferior del río Panj (o Pjandj) (620 kilómetros de río, riberas e islas; no se especifica su superficie, ca. 37°10′N 068°30′E), en el extremo sudoccidental del país. Forma parte de la Reserva natural Tigrovaya Balka.

- Lagos Shorkul y Rangkul (2.400 hectáreas, ca. 38°28′N 074°10′E); ambos lagos forman parte del Área de importancia para las aves del valle de Rangkul, una zona de 1.612 km² al este del Pamir, clasificada como IBA por BirdLife International. Los lagos, endorreicos, se encuentran a 3.600-4.000 m de altitud y están conectados por el canal de Izyuk. Shorkul, de 7 km², es de agua salobre, Rangkul, de 8 km², es de agua dulce. Se hielan en invierno y no contienen peces, aunque sí invertebrados, entre ellos larvas de mosquitos.[10]

- Lago Zorkul (3.800 hectáreas, ca. 37°23′N 073° 20′E), 4.130 m de altitud. Forma parte de la reserva natural de Zorkul.